# Diodora levicostata
Diodora levicostata is een slakkensoort uit de familie van de Fissurellidae. De wetenschappelijke naam van de soort is voor het eerst geldig gepubliceerd in 1914 door E. A. Smith.